# District de Gaya

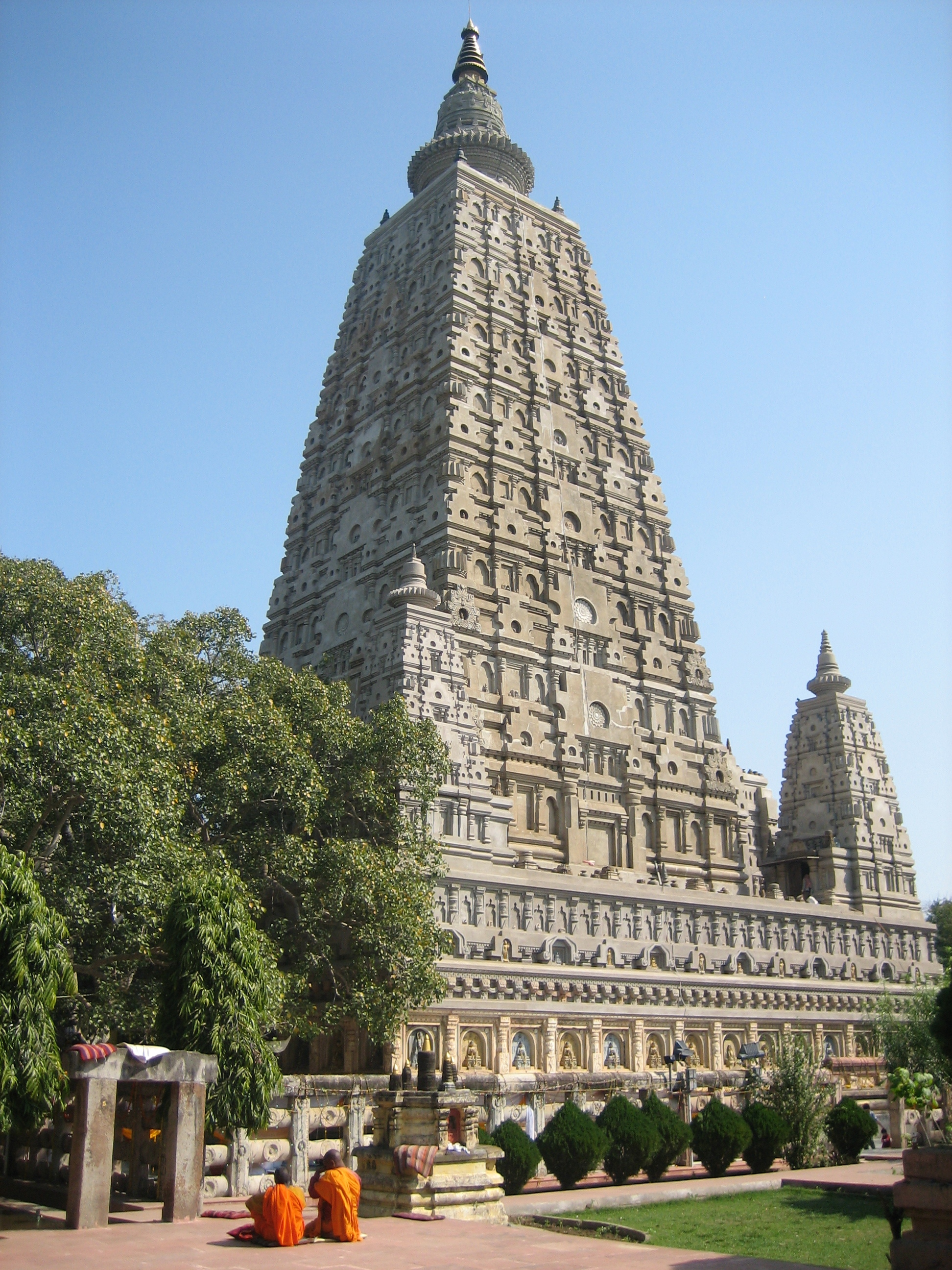
Le Temple de la Mahabodhi à Bodhgaya.

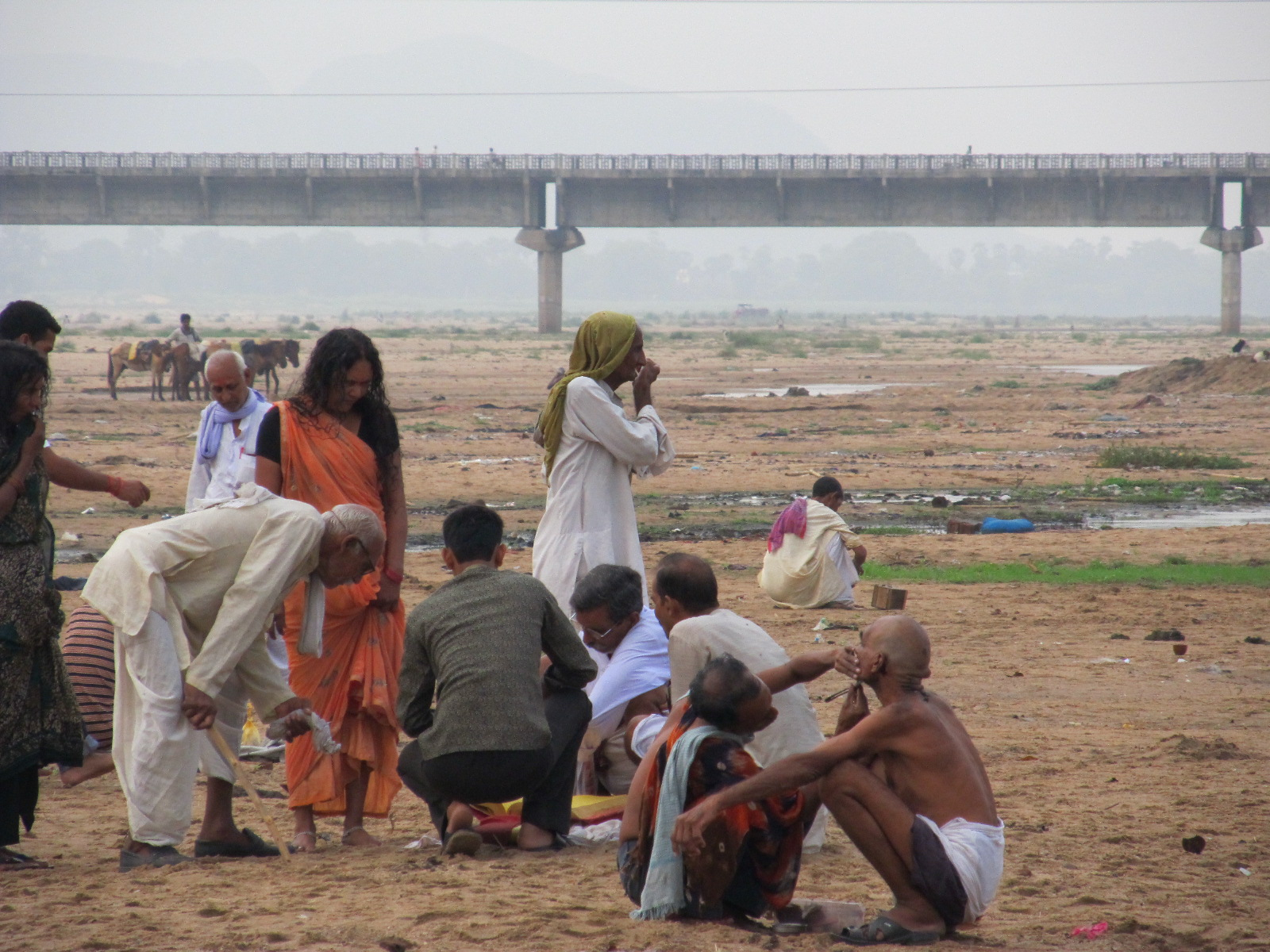
Rituels dans le lit de la rivière Falgu.

Le District de Gaya  (hindi : गया ज़िला) est un district de l'état du Bihar en Inde.

## Géographie
Sa population de 4 391 418 habitants (en 2011) pour une superficie de 4 976 km2.
Son chef-lieu est la ville de Gaya.